# Babysitting 2
Babysitting 2 é um filme de comédia francês realizado por Philippe Lacheau e Nicolas Benamou. Este é o segundo filme estrelado pela grande parte da La Bande à Fifi, trupe revelada pelo Canal Plus. De acordo com o IMDb, o filme foi lançado na França a 2 de dezembro de 2015.

## Sinopse
Tudo começa logo após o primeiro filme (para ver o cartaz promocional do livro que Franck acabou editando). Franck, Sonia, Ernest, Sam, Alex e Estelle (que se tornou sua namorada) estão no aeroporto, de fato, Sonia convidou toda a banda para passar férias no eco-hotel em Jean-Pierre, o O pai de Sonia, a quem ela deseja apresentá-lo a Franck.
No avião, Franck revela a Sam e Alex sua intenção de pedir a Sonia em casamento e que ele comprou um anel. Sonia pega os garotos de surpresa, Alex engole o anel e diz a Franck que teremos que esperar para recuperá-lo.
A banda acaba pousando no Brasil e vai para o hotel onde Jean-Pierre os espera, as apresentações feitas, Jean-Pierre mostra o hotel para o grupo. Ele explica que não há tecnologia (que incomoda alguns) para além lâmpadas e uma tela gigante em um bar, e pelve Alex leva para uma piscina é uma piscina tartarugas centenárias, que têm uma etiqueta na parte de trás para rastrear seus movimentos. No final, o grupo se encontra com o velho mãe rabugento Jean-Pierre, Yolande e Michel Massieye e sua esposa Jacqueline e sua filha, convidados importantes para um rótulo, mas Alex envia um arpão na mala Franck (perfurando sua roupa ) e empurrando Franck na queda de Yolande. O acidente esquecido, o grupo vai se divertir depois que Jean-Pierre lhes ensinou que o logotipo do hotel, um tucano com o bico azul, foi escolhido em homenagem ao animal que se extingue, o grupo passa um bom dia mas as crianças acabam digitando Sonia com seus balões, Marco, seu pai aconteceu e Sonia pede a Franck para tomar sua defesa mas este último não tem coragem, segue uma cena em que Jean-Pierre intervém e resolve o problema e Sonia se distancia de Frank.
Mais tarde, enquanto Alex está no processo de compra de lembranças, Frank e Sam atender a dois turistas franceses, Julie e Erika, que Sam está interessado em um deles (Erika, que trabalha para uma empresa italiana) , Sonia chega e fica ainda mais longe com Franck, tendo assistido a cena. Mais tarde ainda, enquanto Sonia e Estelle discutir com uma massagem, Franck, Alex e Sam estão ouvindo suas discussões, enquanto Franck queria perguntar Sonia para se casar, ao mesmo tempo, onde Sonia confessa suas suspeitas para Franck, que decide fazer seu pedido vejo você mais tarde.
À noite, enquanto Franck está muito triste, Sam anuncia que preparou uma visita guiada à área, para que ele possa mudar de ideia. Sam, em seguida, tem uma discussão com Ernest, que diz que ele não quer mais para sua esposa (ver Babysitting, porque Sam a fez trair com ele) e que permitiu que ele conhecesse Josephine, sua nova companheira.
No dia seguinte, quando os meninos estão prontos, Ernest se junta a eles e Jean-Pierre dá a eles Yolande para ocupar, o grupo vai para sua viagem. Mas a noite cai e o grupo ainda não está de volta quando deveria estar por horas, a pesquisa está feita, mas a escuridão impede que ela continue. No dia seguinte, enquanto o resto da banda ainda está preocupado, Jean-Pierre chega, tendo encontrado a câmera de Alex, eles decidiram ver as imagens na tela gigante, o evento atrai outras pessoas no Hotel incluindo Michel e sua família, todos olham para as fotos e vão descobrir o que aconteceu com eles:
As fotos começam logo quando o grupo deixa o hotel, pegam um táxi que o leva até o local onde ele deve encontrar o guia John. Chegados lá, descobrimos que Sam convidou Julie e Erika, o que cria alguma relutância em Franck. O guia de levar o grupo em um avião e viajar para uma parte da selva, uma vez que desembarcaram, o veículo Yolande falha e o grupo é forçado a deixá-lo no local até que seja recarregado com uma máquina, o grupo sai depois de encontrar um lugar preguiçoso na pista.
O guia visita o grupo cavernas (Alex chama-los dignos da Batcave Batman), tão grande que parece um labirinto, como ele assegurou o grupo que não tinha nada a temer, o guia cai em um buraco e o grupo tenta sair dele em vão. O grupo decide deixá-lo lá para procurar ajuda, mas se perde, entretanto Ernest fica com o braço debaixo de uma pedra e uma das meninas diz que a melhor maneira é cortar o braço, referindo-se ao filme 127 horas onde Franck o lembra de que é um filme e a garota responde que foi tirado de uma história verdadeira, e todo o grupo se demite de acordo com o plano, mas Ernest reaparece se desfazendo, mas Alex o derruba porque ele tinha tinha concordado que ele estava no processo (o que o torna um pouco amnésico depois).
Depois disso, o grupo sai da caverna por outra saída onde Franck é picado por uma aranha de bananeira, entre as pernas, e cuja mordida mata nas próximas horas. O grupo vê um ultraleve e Sam joga um foguete nele, em vez de Alex, que lhe disse que ele fez besteira suficiente para chamar sua atenção. Mas o foguete atingiu o ULM que cai com seu passageiro, Yolande disse a Sam: "Você definitivamente árabes, você realmente tem um problema com tudo o que voa!".
Depois disso, o grupo avança para a selva, onde Frank se esforça para andar, e se aproxima de um rio onde ele cai no ninho de um tucano-de-bico-azul, revelando que a espécie não está extinta, contendo ovos depois de fugir do pássaro. Primeiro espantado, o grupo come os ovos enquanto uma maca Franck (que dificilmente andar e, no final, ele vai Yolande que usará) é construído, é aprendido durante a refeição improvisada que Sam fez alguma algo para as tartarugas antigas, mas em uma discussão logo após o grupo vê Yolande na jangada que cai na água e é lavada pela correnteza.
Então Alex, sob o efeito da situação, chora, mas o grupo enfrenta uma pantera, Alex diz "Oh, foda-se uma pantera negra!" e Franck corrige dizendo "Uma pantera negra, é preto Ducon!" e Alex diz "Oh, porra, uma pantera amarela", em seguida, pega um ramo em forma de arma e diz "é para fazê-lo pensar que temos uma arma" e Sam diz a ele "Você é estúpido" é um animal, não conhece armas! o que Alex responde com "Tanto melhor, então ela não vai ver que é uma farsa" então desenha no vazio e um tiro é ouvido, fazendo com que o animal fuja e o grupo encontre índios, um deles cura Frank sugando o veneno onde a aranha picou enquanto Sam encontra a jangada sem Yolande.
Os índios os levam para a aldeia onde encontram Yolande e o grupo tenta contar-lhes sobre a situação deles ao chefe da tribo e Alex mostra o cartão de lembrança que ele comprou, quando Franck e Sam conheceram as meninas e quem representa o hotel. No final, Franck pensa que os índios os trarão de volta ao hotel amanhã (enquanto o chefe disse a ele que suas calças estão furadas), o que deixa o grupo feliz, então eles passam o resto do dia com seus novos amigos. e divirta-se.
À noite, uma festa é realizada em homenagem ao grupo onde um ritual deve acontecer, na verdade, antes, quando visitava as cavernas, o guia havia dito que uma tradição indiana é que os índios dão aos estrangeiros a esposa do chefe dorme com eles, Sam se oferece, mas a esposa do chefe é imunda e Sam é forçado a se sacrificar por não ofender os índios, depois disso, a droga dos índios, com uma preparação de folha de coca, o resto do grupo que perde a cabeça.
No dia seguinte, depois de acordar, os índios levam o grupo para uma parte da floresta transformada em aterro, de volta à aldeia, e Franck faz um discurso patriótico em que ele diz aos índios sua raiva sobre as pessoas que fizeram isso enquanto eles os apresentaram como suas famílias. Mas quando ele desce da plataforma de madeira sobre a qual ele havia pousado, Franck envia uma vareta em chamas para uma cabana que causa um incêndio e Alex agrava isso jogando álcool - pensando que é água - nas chamas.
O grupo evita indiano irritado e segue uma perseguição durante o qual o passageiro é encontrado eo ULM esquerda preso em uma árvore e o grupo salta em um rio de um penhasco (Julie, Erika e Yolande incluído).
O grupo consegue encontrar o avião e Ernest começa a decolar, mas Yolande que recuperou seu veículo não entrou no avião, que é forçado a parar, o grupo a leva a bordo e Alex embarca os lentos que entraram, o grupo finalmente conseguiu decolar enquanto eram cercados pelos índios, mas deixou o guia que reapareceu, depois de sair da caverna.
O grupo saúda e está feliz por ter escapado dos indianos furiosos, mas a felicidade é curta porque Ernest, que dirige o avião, conseguiu voar com aviões apenas em Playstation em sua vida. , esvazie o tanque enquanto o avião está voando alto no céu. O grupo decide pular de pára-quedas (exceto Ernest, que cai na vapes em aprender o plano) e Franck toma o pára-quedas de Yolande, que o quebrou e pediu para deixá-lo no local, e dá-lhe o seu.
O grupo pula (preguiçosamente incluso, que atribui a Alex, que filma Ernest nos vapes enquanto está caindo), e aterrissa sem problemas no mar e recupera toda a praia onde Ernest está preso. Enquanto os garotos tentam derrubá-lo e a preguiça mostra sua cabeça na câmera antes de sair, as garotas conversam e nós aprendemos que Julie fez amor com Franck quando ele estava sob a influência de drogas (embora ela confesse que não prestou atenção, estando sob o efeito também), -Sonia assistindo o vídeo e aprendendo isso é repugnado que Franck a traiu e vai embora - ao mesmo tempo, os meninos libertam Ernest.
O grupo fica na praia e conversa com Yolande revela a eles que ela tinha tomado o seu carro para obter seu livro de memória com muitas fotos (um amigo de Yolande chamado Bertrand, Alex descreveu como "Mario Bros velho" ), quando ela e Jean-Pierre ainda estavam em casa, mas ela decidiu seguir Jean-Pierre no Brasil, porque Jean-Pierre se sente seguro de tê-lo ao seu lado. No final de uma frase, ela revela ao grupo que Jean-Pierre é responsável pela descarga na floresta e que sua luta pela ecologia é apenas besteira.
Sam e Alex saem para comer e descobrem que estão perto do hotel e Sam consegue convencer Alex a não dizer nada aos outros, para que ele possa passar mais tempo com as meninas. Eles pegam comida e levam roupões para sair e dificilmente se encontram com Sonia e Estelle, mas Alex deixa cair a câmera e descobrimos que Jacqueline engana Michel com Jean-Pierre e é depois que ele descobre a câmera .
Jean-Pierre tenta conviver com Michel que está zangado com ele, tendo visto as fotos, mas é então que os índios pousam no hotel. Ao mesmo tempo, o grupo é encontrado pelo resgate, tendo localizado o sinal de uma das tartarugas às quais Sam anexou talheres de cozinha que é passado na frente da câmera, e é levado de volta ao hotel onde Jean-Pierre os explica. a situação e que ele teve que aceitar para acomodar os índios o tempo da reconstrução da aldeia deles / delas e a floresta, às despesas dele. Ele está com raiva de Franck por trair Sonia, mas Sam revela que é Ernest quem dormiu com Julie e prova isso com uma foto, de modo que Josephine deixa Ernest com seu professor de surfe (visto o tempo todo seus lados) e Alex recebe o anel que ele ingeriu, mas Franck já se foi.
Franck encontra Sônia e explica o mal-entendido e comprova seu amor, oferecendo-lhe um anel indígena que ele tomou enquanto estavam com os índios e se vinga de Marco, o pai das crianças que interromperam a cena, fazendo inicie o barco ao qual ele estava ligado.
Franck e Sonia se casam no hotel com o chef indiano, cercado por toda a banda, Jean-Pierre, Yolande, pessoas do hotel e dos índios, mas o tucano de bico azul reaparece e rouba a câmera de Alex para o último (provavelmente para vingar seus ovos) e depois fugiu com enquanto estamos na visão da câmera.
O filme termina com os diferentes personagens que dançam individualmente.

## Elenco
- Philippe Lacheau como Franck
- Alice David como Sonia
- Vincent Desagnat como Ernest
- Tarek Boudali como Sam
- Julien Arruti como Alex
- Charlotte Gabris como Estelle
- Joséphine Draï
- Élodie Fontan
- Christian Clavier como Alain[3]
- Jérôme Commandeur
- Valérie Karsenti
- Jean-Luc Couchard
- Marcelo Moraes como assistente do diretor[4]
- Edson Gomes[5]

## Produção

### Seleção de elenco
Enzo Tomasini que atuou como Remi no primeiro filme, não está presente nesta sequência. Élodie Fontan e Christian Clavier vão participar do filme, após Qu'est-ce qu'on a fait au Bon Dieu?. Christian Clavier, que participou das sequências Les Profs e Les Profs 2, cuja filmagem foi no mesmo período de Babysitting 2, teve de desistir de voltar a interpretar o professor Cutiro para gravar Babysitting 2 no Brasil, portanto, ele foi substituído por Didier Bourdon em Les Profs 2.

### Filmagem
O filme foi gravado em Itacaré no Brasil e em Paris na França, entre 12 de janeiro de 2015 e 12 de março de 2015.